# 高橋ふみ
高橋 ふみ（たかはし ふみ、1901年7月26日 - 1945年6月21日）は、日本の哲学者・大学講師。

## 生涯
1901年7月26日、石川県河北郡七塚村木津（現・かほく市木津）に生まれる。父親は羽二重工場を営み、七塚村の村長を務めるなど、裕福な名士だった。母親は西田幾多郎の妹で、ふみは西田の姪にあたる。
地元の尋常高等小学校を卒業すると、当時石川県内唯一の公立高等女学校であった金沢第一高等女学校に入学する。高等女学校卒業後も、女子高等師範・女子医専のような実学・職業教育ではない学問を求め、花嫁修業を求める親を説得して、設立2年目の東京女子大学高等学部へ1920年4月に入学し、さらに、1926年4月に東北帝国大学法文学部に入学して哲学を学ぶ。
1929年3月に東北帝国大学を卒業してからは、2年間宮城県立女子師範学校の嘱託講師を務めたが、1931年に上京して、自由学園の国語教師になった。5年勤めた後、1936年3月に留学のためにドイツへ向かい、ベルリン大学とフライブルク大学で学ぶ一方、共同通信特派員として同年開催のベルリンオリンピックの記事を送る。ハイデッガーのゼミに出席したり、西田幾太郎の『哲学の根本問題　続編』の一部を独訳して刊行するが、この間に結核に罹患した。当時の医療技術では治癒は望めず、帰国・療養し、東京女子大学の講師となったが、1945年6月7日に逝った伯父の西田幾多郎の後を追うように、2週間後の6月21日に43歳で亡くなった。

## 年譜
- 1901年7月26日 - 石川県河北郡七塚村木津（現かほく市木津）に生まれる
- 1918年4月 - 県立金沢第一高等女学校を卒業
- 1920年4月 - 東京女子大学高等学部に入学
- 1923年4月 - 東京女子大学大学部人文学科に入学
- 1924年4月 - 東京女子大学大学部哲学科に編入学
- 1925年3月 - 東京女子大学大学部哲学科を卒業
- 1926年4月 - 東北帝国大学法文学部文学科に入学
- 1929年
  - 3月 - 東北帝国大学法文学部文学科哲学専攻を卒業
  - 4月 - 宮城県立女子師範学校の嘱託講師（英語・哲学）に就任
- 1931年
  - 3月 - 宮城県立女子師範学校の嘱託講師を辞職
  - 4月 - 自由学園教師（国語）に就任。女子経済専門学校講師（倫理学、哲学、論理学）に就任
- 1936年
  - 3月 - 自由学園、女子経済専門学校を辞職
  - 3月29日 - 箱崎丸で横浜からドイツ留学に出発
  - 5月19日 - ベルリン大学の外国人ドイツ語講座で学び始める
  - 11月 - ベルリン大学で、哲学並びにドイツ文学を専攻
- 1938年4月 - フライブルク大学哲学専攻並びにドイツ文学専攻で学び始める
- 1939年
  - 11月 - 結核と戦争激化のため、引揚船靖国丸で帰国
  - 12月 - 東北帝国大学哲学会で帰国報告
- 1942年6月 - 金沢第一高等女学校で講演
- 1943年4月 - 東京女子大学講師（倫理学演習）に就任
- 1945年
  - 3月 - 帰郷
  - 6月21日 - 逝去、享年43

## 論文
- 「Cohenの体系的美学より見たるチェホフの『伯父ワーニャ』」『小さき芽』、1930年
- 「スピノザに於ける個物の認識に就て」　東北帝国大学文科会編『文化』第1巻5号、1934年